# Tankmonument (La Gleize)

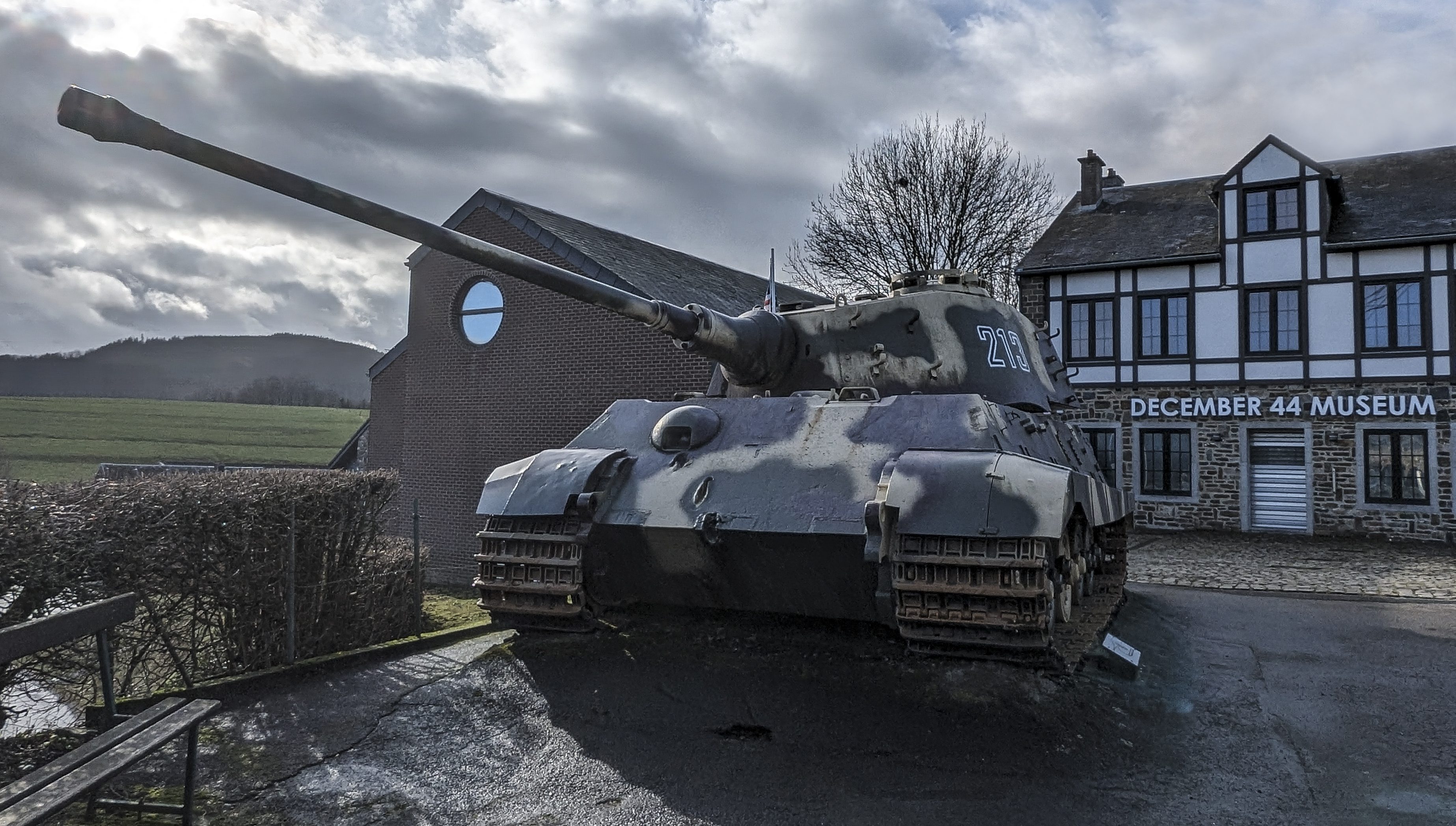
Panzerkampfwagen Tiger Ausf. B op 1 februari 2024

Het Tankmonument is een oorlogsmonument in La Gleize in de Belgische gemeente Stoumont. Het tankmonument staat aan de Rue de l'Eglise voor het Museum December 1944, tegenover de kerk. De tank is van het type Tiger II.

## Geschiedenis
In 1944 werd deze Tiger 213-tank gebruikt door het Peipers 1e SS Panzer Regiment voor de verdediging tijdens de Slag om de Ardennen. Bij het terugtrekken van de troepen werd hij achtergelaten, samen met nog vijf andere tanks.
Het exemplaar dat hier bewaard is werd na de oorlog van verschroting ten behoeve van de Luikse hoogovens gered in ruil voor een fles cognac. De tank werd naar het gemeenteplein gesleept en daar opgesteld. In de jaren 1970 werd de loop door arbeiders van Cockerill gerestaureerd; zij het dat voor het uiteinde van de loop een deel van een 7,5 cm kanon van een Panther-tank werd gebruikt. Dit karwei werd zo nauwgezet uitgevoerd dat de lasnaden voor de leek onzichtbaar zijn.

## Galerij

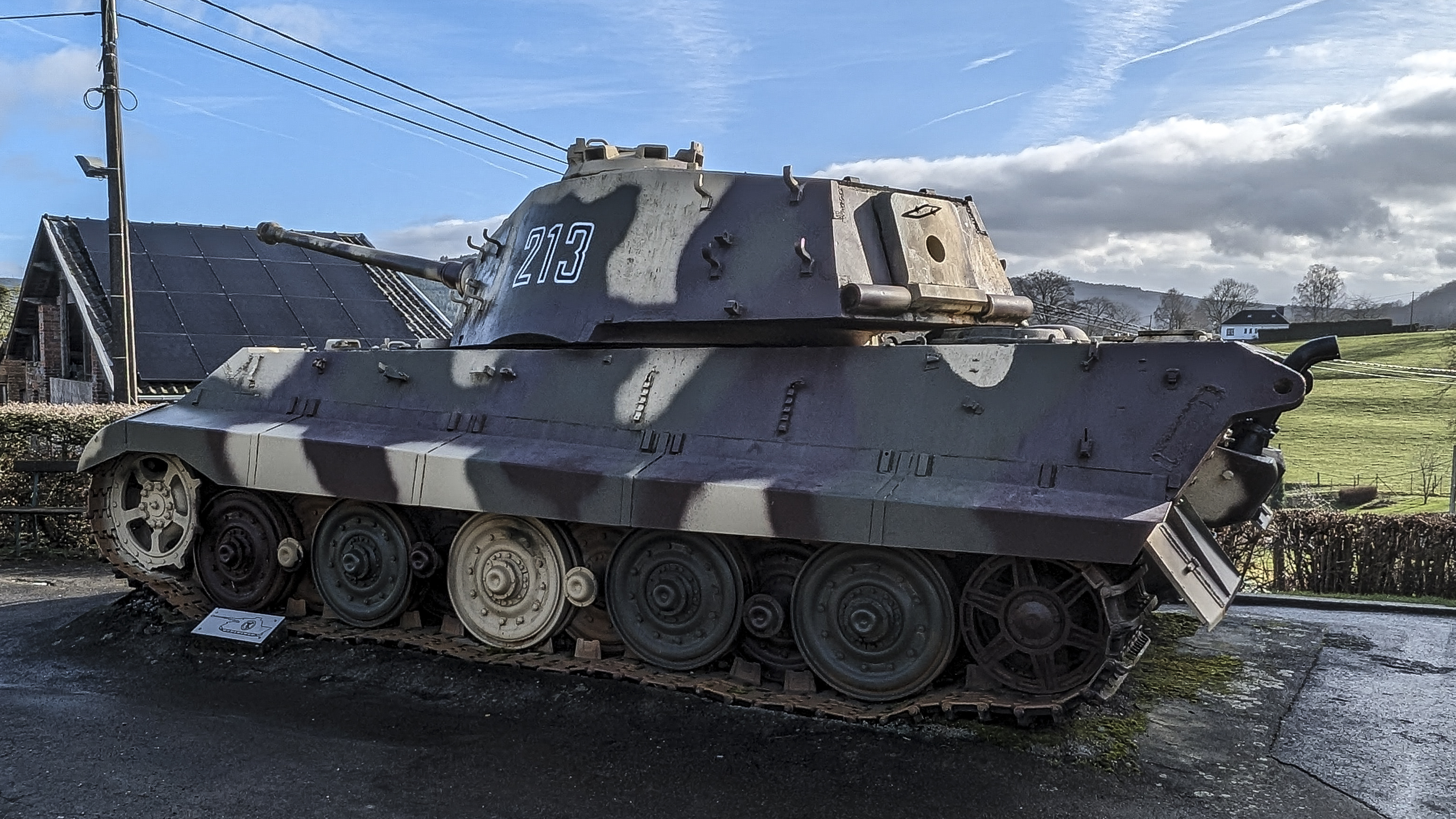
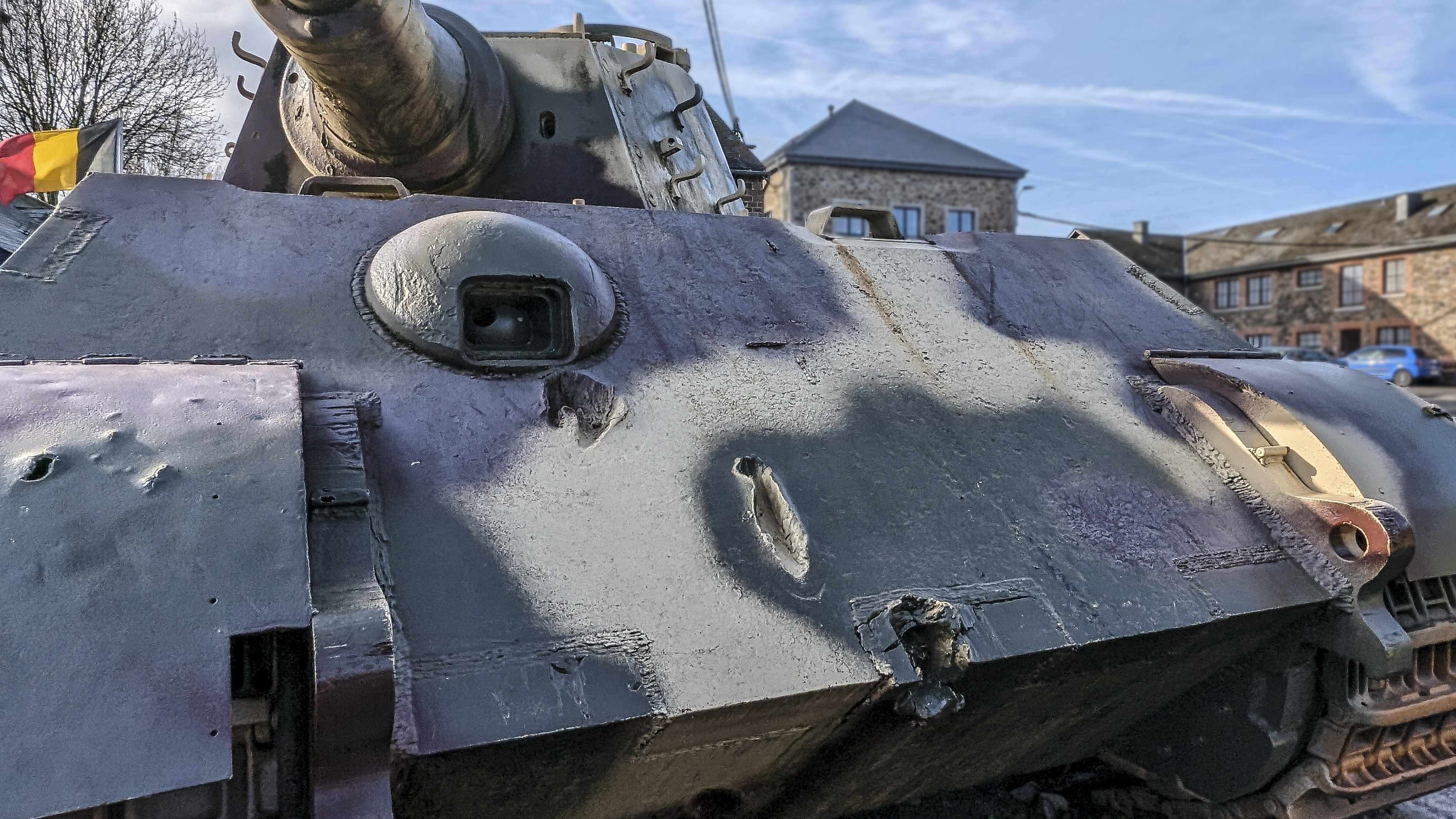
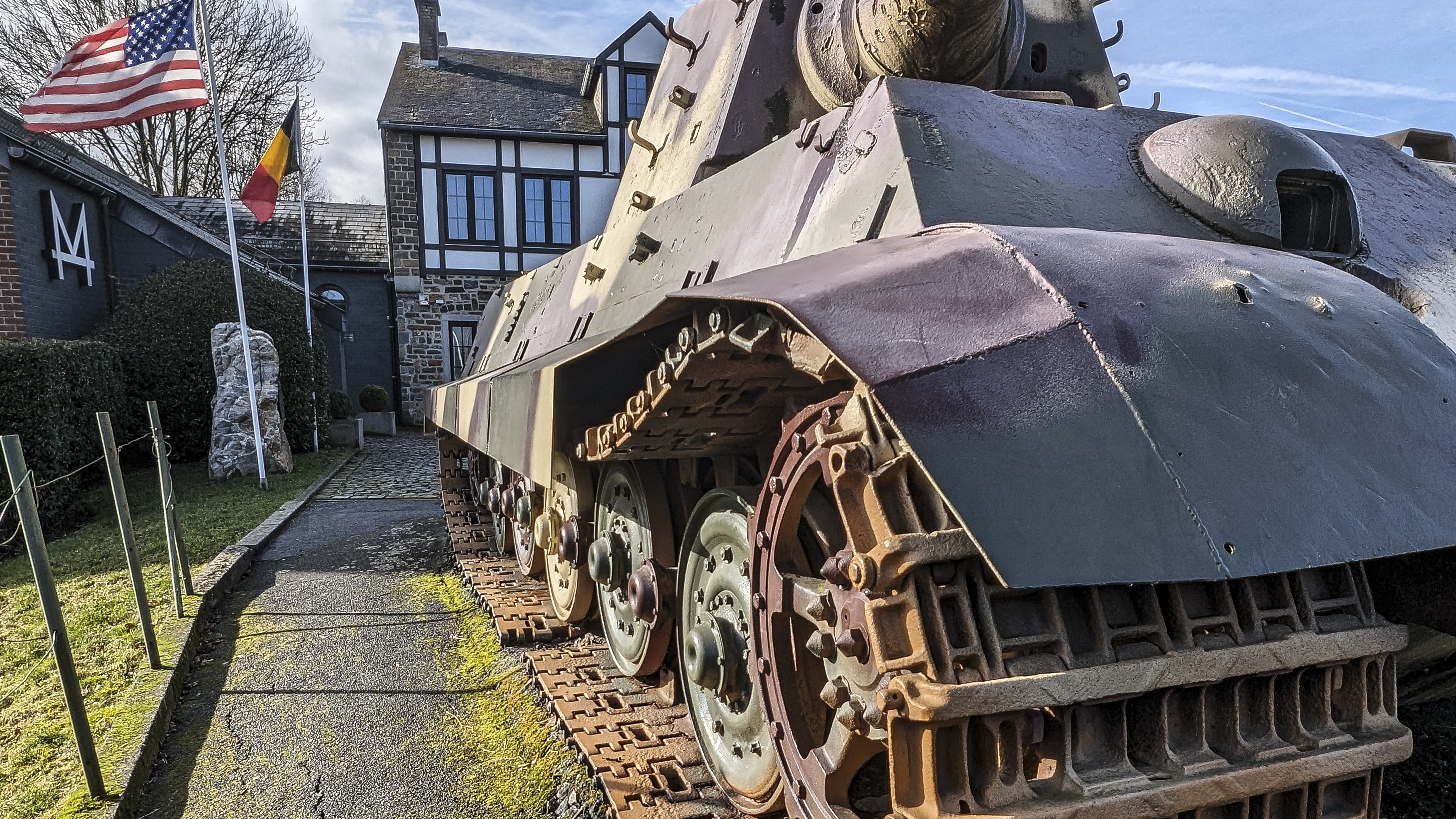
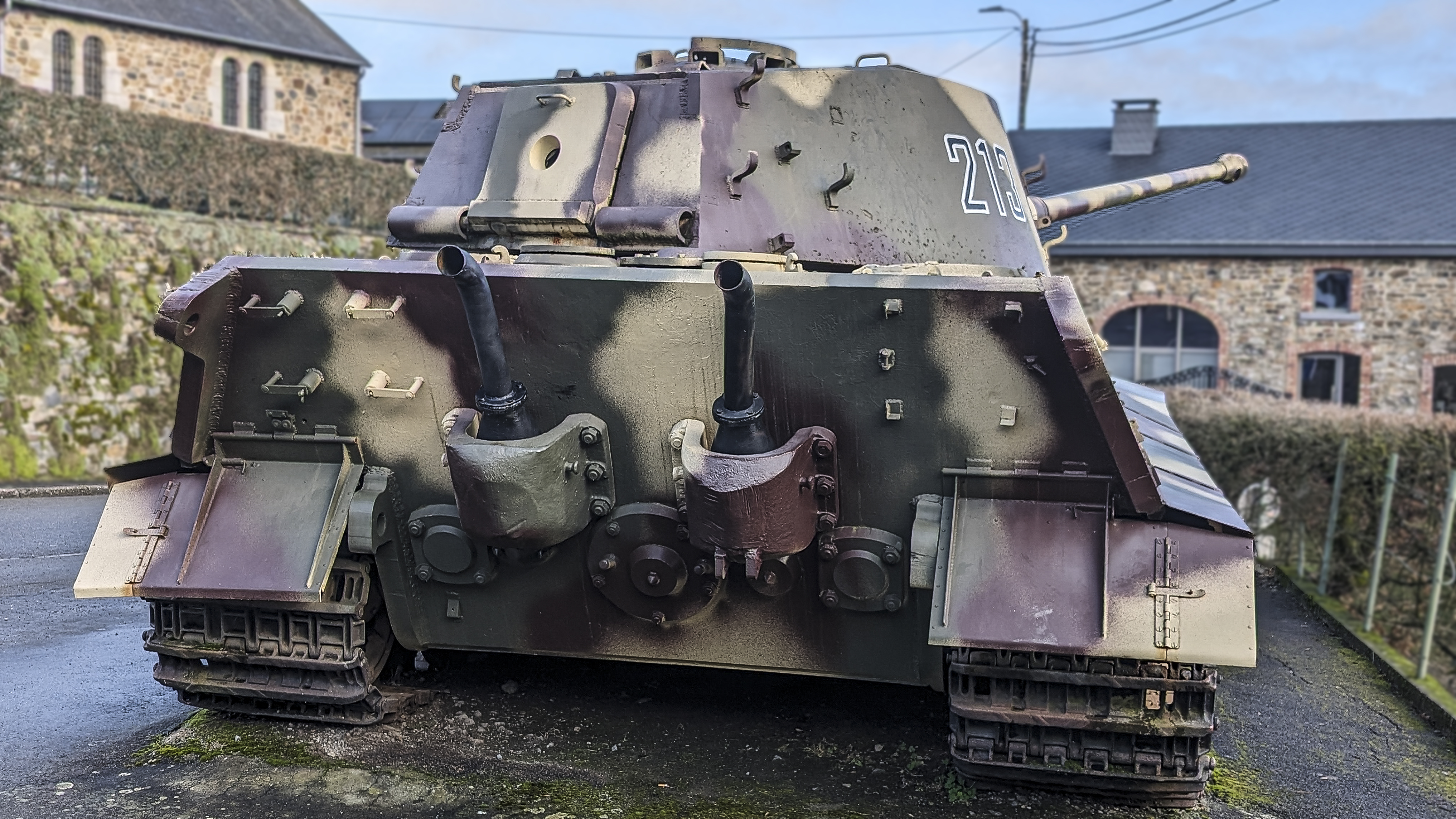
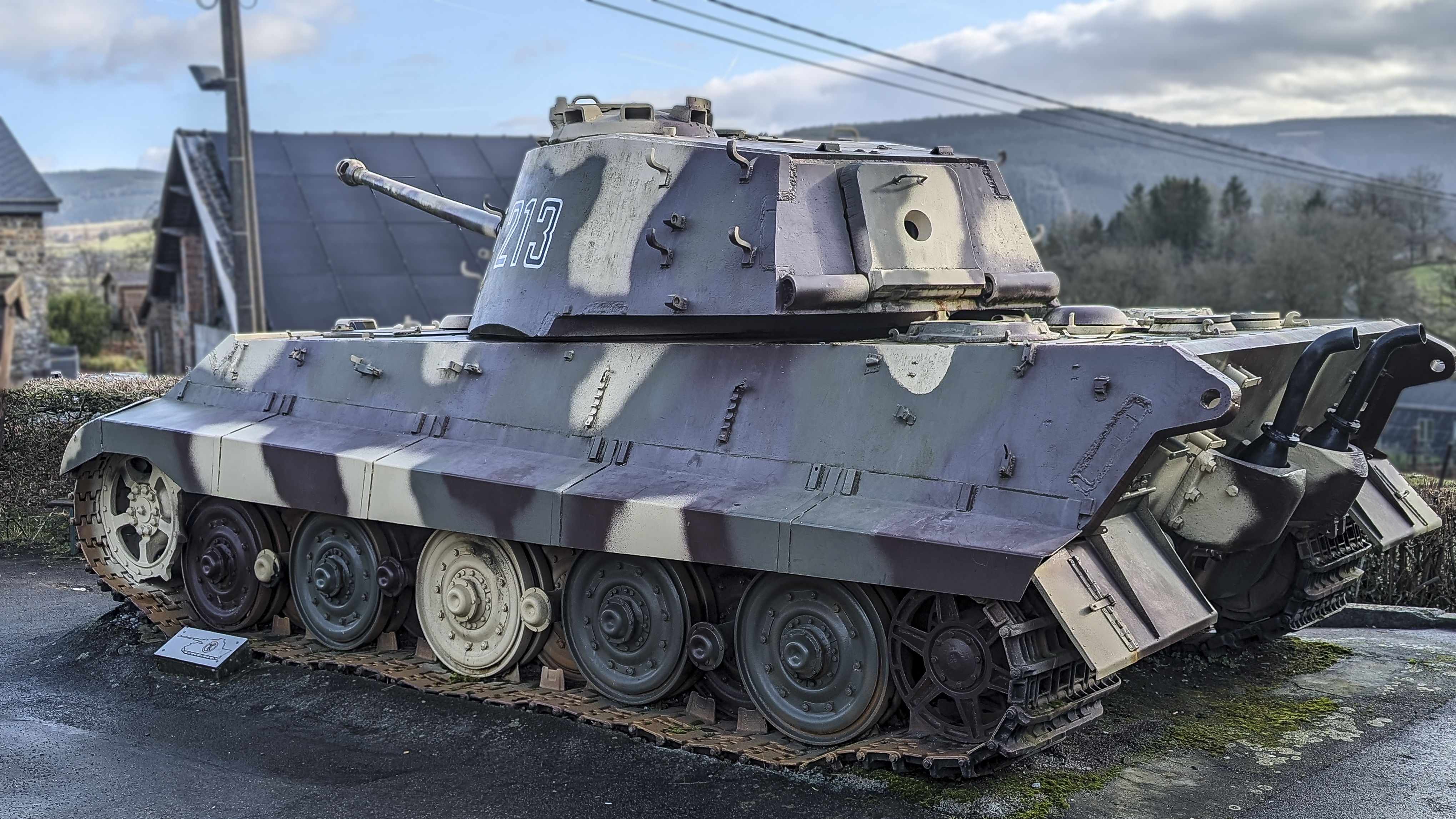